# Kupfergold
Kupfergold ist eine deutsche Folk-Rock-Band, die 2018 gegründet wurde. Bekannt wurde sie durch eine Mischung aus Mittelalterfolk, Rock und humorvollen Liveshows. Die Band ist besonders in der deutschen Mittelalter-, Rollenspiel- und Festivalszene aktiv. Mit dem Album Fasan Alarm gelang 2025 der Einstieg in die deutschen Albumcharts.

## Geschichte
Kupfergold wurde 2018 von Bonnie Banks, Eric Rhymes und Bummbummbasti als Mittelalter- und Folkband gegründet. Der Bandname Kupfergold leitet sich von den Haarfarben der Gründungsmitglieder Bonnie und Eric ab, die bereits seit 2010 als Duo unter diesem Namen vereinzelt auftraten. Erste Auftritte fanden auf Mittelaltermärkten, LARP-Events und in Form von Online-Konzerten statt. Der ursprüngliche Musikstil war akustisch geprägt, mit Laute bzw. Akustikgitarre, Cajón und mehrstimmigem Gesang. 2019 erschien das Irish-Folk-Album Koboldkeile, 2021 folgte mit Heiliger Bimbatz das erste Album mit eigenen Songs. Kupfergold begleitete 2023 als Special Guest die Leuchtturm Tour der Band Mr. Hurley & die Pulveraffen und veröffentlichte im Zuge dessen das gemeinsame Karnevals-Feature Leuchtturm op Kölsch.
2024 erschien das zweite Studioalbum Lichtermeer, das die musikalische Weiterentwicklung der Band dokumentierte und die erste gleichnamige Headliner-Tour einleitete. Im Sommer 2024 trat Kupfergold auf Festivals wie dem Wacken Open Air und dem Summer Breeze auf. Zu dieser Zeit wurde Kai der Hai als festes Mitglied am Bass aufgenommen. Ende 2024 wurde Kai temporär durch Flint Stone vertreten, der ab 2025 als festes Mitglied die E-Gitarre übernahm. Mit dem Album Fasan Alarm (2025) vollzog Kupfergold den endgültigen Wandel hin zum Folk-Rock. E-Gitarren und ein vollwertiges Schlagzeug wurden integraler Bestandteil des Sounds – sowohl im Studio als auch live. Das Album erreichte Platz 14 der offiziellen deutschen Albumcharts.

## Stil
Kupfergold begann als akustisch geprägte Mittelalter-Folkband. Die ersten Veröffentlichungen waren durch Laute, Akustikgitarre, Cajón und mehrstimmigen Gesang charakterisiert. Mit dem Album Fasan Alarm wandelte sich der Stil in Richtung modernen Folk-Rock: E-Gitarren, Drumkit und eine deutlich rockigere Produktion prägen seither das Klangbild. Die Band beschreibt ihren Stil selbstironisch als „Assi-Folk“, eine Mischung aus Partymusik, erzählerischem Songwriting und anarchischem Humor. Die Texte behandeln Themen aus dem Fantasybereich, Kneipenleben, Alltagsgrotesken und der Subkultur-Szene.

## Diskografie

### Alben
- 2019: Koboldkeile
- 2021: Heiliger Bimbatz
- 2024: Lichtermeer
- 2025: Fasan Alarm

### Kooperationen
- 2023: Leuchtturm op Kölsch (mit Mr. Hurley & die Pulveraffen)